# Francisco Valor Lloréns
Francisco Valor Lloréns (Cocentaina, Alicante, 1979) is een hedendaags Spaans componist en dirigent.

## Levensloop
Valor Lloréns studeerde slagwerk en is lid van de Banda de Música de la Sociedad Unió Musical Contestana de Cocentaina. Verder is hij gastdirigent van de Grup de percussió i dolçaines "La Colla", Ontinyent en dirigent van de Colla de dolçaines i tabaleters "La Xafigà" de Muro, die zich vooral met de muziek van de fiestas Moros y Cristianos en de Música festera bezighouden. Hij heeft met zijn werken verschillende prijzen bij compositiewedstrijden behaald. 

## Composities

### Werken voor banda (harmonieorkest)
- 2006 Mater dei, marcha cristiana
- Al Mellat, marcha mora
- Alaia, marcha cristiana
- Amics, marcha cristiana
- Aralk, marcha cristiana
- Ben al-Sahagui, marcha mora
- Benataire, marcha cristiana
- Creu Daurà, marcha cristiana
- Guerrers, marcha cristiana
- La Rosa i el Drac, marcha cristiana
- Laia, marcha cristiana
- Manta, forca i festa, marcha cristiana
- Pas al Pas, marcha cristiana
- Puche, marcha cristiana
- Roperia Ximo, marcha mora
- Xamarcai, marcha cristiana

### Muziektheater

#### Balletten
- Arenes, maurisch ballet

### Werken voor dolçaina
- Creu Daurà, marcha cristiana voor dolçaines en slagwerk